# Estudio longitudinal
Un estudio longitudinal es un tipo de estudio observacional que investiga al mismo grupo de personas o sujetos de manera repetida durante un período de años, en ocasiones durante décadas o incluso siglos, en investigaciones científicas que requieren el manejo de datos estadísticos acerca de varias generaciones consecutivas de progenitores y descendientes.

## El estudio longitudinal y el estudio transversal
El estudio longitudinal, a diferencia del estudio transversal, permiten el seguimiento de los mismos individuos a través del tiempo y de sus generaciones precedentes y siguientes eliminando los denominados efectos de cohorte. Por lo tanto las diferencias observadas en las personas tienen menos probabilidades de ser el resultado de las diferencias culturales entre las generaciones y mostrar por tanto diferencias cualitativas o cuantitativas realmente significativas. Debido a este gran beneficio frente a los estudios transversales, los estudios longitudinales ofrecen indicadores más precisos de los cambios en las sociedades estudiadas y además, su gran potencial permiten que sus consecuencias puedan aplicarse en otros campos de las ciencias sociales.
En las ciencias sociales, los estudios longitudinales permiten distinguir fenómenos de corto, medio y largo plazo, su distribución y su continuidad específica. Así, por ejemplo permite saber cómo afecta a una sociedad la pobreza. Si la tasa de pobreza es del 10 por ciento en un punto en el tiempo, esto puede significar que el 10 por ciento de la población son siempre pobres —siempre los mismos— o bien que, de toda la población, un 10 por ciento experimenta la pobreza —alternándose los individuos—. Los estudios longitudinales permiten diferenciar esas situaciones y determinar con claridad cuál es la situación. Con los estudios transversales, ésta y otras muchas situaciones no pueden conocerse. Por tanto, los estudios longitudinales sacan consecuencias más claras que influirán en otros campos y posibilitarán, en su caso, tomar mejores decisiones.[cita requerida]

## Los estudios longitudinales en la demografía sociológica
Los estudios longitudinales utilizan demografía sociológica para la investigación de acontecimientos de la vida de los individuos y varias generaciones de individuos.[cita requerida]
En demografía sociológica, para el tratamiento de datos demográficos, se utilizan técnicas estadística de análisis longitudinal. Es necesaria una metodología específica para obtener resultados satisfactorios. Por la complejidad de los datos, existen varios tipos de programas de cómputo para llevar a cabo análisis estadísticos.
En el análisis demográfico histórico, ha resultado fundamental el método de reconstitución de familias que desarrollaron M. Fleury y Louis Henry, que muestra la gran ventaja del análisis longitudinal —estudios de intervalos que separan dos acontecimientos demográficos—, más productivos que los análisis transversales.
En la publicidad, el diseño de estudios longitudinales se utiliza para identificar los cambios que la publicidad ha producido en las actitudes y en los comportamientos del público objetivo que ha recibido la campaña publicitaria.[cita requerida]

## Los estudios longitudinales en la demografía biológica
La demografía  biológica comprende estudios de aspectos médicos de los fenómenos demográficos; incluye la epidemiología, la ecología general y humana, la biometría de la fecundidad y la mortalidad y también la genética de las poblaciones.
En general, en la medicina y en la psicología, los estudios longitudinales se utilizan para realizar investigaciones de carácter epidemiológico; tienen por objeto estudiar tendencias y cambios que se producen en la sociedad durante la vida de los individuos o a lo largo de varias generaciones. Su objetivo suele ser descubrir predicciones de ciertas enfermedades.